# Om (Pământul de Mijloc)
Regatul Oamenilorce apare în Stăpânul Inelelor, scris de către J. R. R. Tolkien, face referire directă la noțiunea de om. Ei sunt diferiți de hobbiți, dar se aseamănă cu alte rase, precum cea a vrăjitorilor. 